# Robert Hosp
Robert Hosp (13. prosince 1939, Basilej – 5. října 2021) byl švýcarský fotbalista, útočník.

## Fotbalová kariéra
Začínal v týmu FC Concordia Basel.
Ve švýcarské lize hrál za Lausanne Sports a CS Chênois, nastoupil ve 284 ligových utkáních a dal 139 gólů. S Lausanne Sports získal v roce 1965 mistrovský titul a v letech 1962 a 1964 vítězství ve švýcarském fotbalovém poháru. V Poháru mistrů evropských zemí nastoupil v 1 utkání, v Poháru vítězů pohárů nastoupil v 11 utkáních a dal 3 góly a ve Veletržním poháru nastoupil ve 12 utkáních a dal 3 góly. Za švýcarskou reprezentaci nastoupil v letech 1960–1967 v 16 utkáních a dal 2 góly. Byl členem švýcarské reprezentace na Mistrovství světa ve fotbale 1966, nastoupil ve všech 3 utkáních.

## Ligová bilance
| Ročník                      | Zápasy | Góly | Klub               |
| --------------------------- | ------ | ---- | ------------------ |
| 2. švýcarská liga 1957/1958 | -      | 4    | FC Concordia Basel |
| 2. švýcarská liga 1958/1959 | -      | -    | FC Concordia Basel |
| 1. švýcarská liga 1959/1960 | 16     | 10   | Lausanne Sports    |
| 1. švýcarská liga 1960/1961 | 12     | 11   | Lausanne Sports    |
| 1. švýcarská liga 1961/1962 | 25     | 11   | Lausanne Sports    |
| 1. švýcarská liga 1962/1963 | 25     | 13   | Lausanne Sports    |
| 1. švýcarská liga 1963/1964 | 24     | 18   | Lausanne Sports    |
| 1. švýcarská liga 1964/1965 | 23     | 7    | Lausanne Sports    |
| 1. švýcarská liga 1965/1966 | 24     | 20   | Lausanne Sports    |
| 1. švýcarská liga 1966/1967 | 26     | 11   | Lausanne Sports    |
| 1. švýcarská liga 1967/1968 | 20     | 8    | Lausanne Sports    |
| 1. švýcarská liga 1968/1969 | 22     | 13   | Lausanne Sports    |
| 1. švýcarská liga 1969/1970 | 23     | 5    | Lausanne Sports    |
| 1. švýcarská liga 1970/1971 | 25     | 9    | Lausanne Sports    |
| 2. švýcarská liga 1971/1972 | 20     | 4    | CS Chênois         |
| 2. švýcarská liga 1972/1973 | 24     | 8    | CS Chênois         |
| 1. švýcarská liga 1973/1974 | 19     | 3    | CS Chênois         |
| CELKEM 1. švýcarská liga    | 284    | 139  |                    |